# 米德蘭站
米德蘭站是快速交通系統豪登列車位於豪登省米德蘭的地鐵站。其為豪登列車項目第二階段的一部分，於2011年8月開放。

## 地點
米德蘭站位於約翰內斯堡市A區的同名地區。米德蘭地區是大都會區內最重要的城市節點之一，預計將成為約翰內斯堡北部的活動中心，靠近並與包含行政首都比勒陀利亞在內的茨瓦內市交界。車站附近是著名的加拉格爾會議中心和卡亞拉米賽道。此外，該車站毗鄰豪登省的二級機場——大中央機場；豪登列車第二階段的開通使大中央機場與繁忙的奧利弗·坦博國際機場連接起來，但仍然需要在桑頓轉車。

### 公共交通導向型開發
與其他豪登列車車站一樣，米德蘭站是公共交通導向型開發的焦點。該站附近最突出的舉措是佐克伊齊茲韋開發項目，該開發項目位於鐵路線的東側，將在大中央機場周圍興建市中心、商業和住宅區。再往南是瀑布村的發展，其範圍包括位於阿爾拉恩達萊路與3號國道之間的1號國道沿線的未開發地點。瀑布村將包括標準的住宅和商業區，亦會設有退休中心、墓地、伊斯蘭中心以及非洲購物中心的新設商場——SD工業區。

## 車站佈局
米德蘭站有兩條軌道、兩個側式月台以及800個停車位。

## 服務
在2011年開通後，豪登列車系統的南北線列車為米德蘭站提供服務，北行至比勒陀利亞站和哈特菲爾德站，而南行則至桑頓站和約翰內斯堡公園站。此外，米德蘭有四條綜合接駁巴士線通往沃爾納谷（MID1）、蘭德耶斯帕克（MID2）、諾爾德夫伊克（MID3）和卡亞拉米莊園（MID4）。

## 外部連結
- Official Gautrain site （页面存档备份，存于）